# Pals of the Saddle
Pals of the Saddle è un film del 1938 diretto da George Sherman e interpretato da John Wayne.
Il film uscì nelle sale statunitensi il 28 agosto 1938.

## Produzione
Il film fu prodotto dalla Republic Pictures.

## Distribuzione
Distribuito dalla Republic Pictures, uscì nelle sale cinematografiche statunitensi il 28 agosto 1938.